# Teopisto Valderrama Alberto
Teopisto Valderrama Alberto (19 settembre 1912 – 2 maggio 1996) è stato un arcivescovo cattolico filippino.

## Biografia
Penultimo dei sette figli di un agricoltore e di un'insegnante, a 15 anni si trasferì da Bagamanoc a Naga  per compiervi gli studi filosofici e teologici: fu ordinato prete nel 1937.
Fu nominato vescovo di Sorsogon nel 1952. Nel 1959 fu promosso all'arcivescovado, trasferito alla sede titolare di Amastri e nominato coadiutore dell'arcivescovo metropolita di Cáceres. Alla morte del predecessore, nel 1965 succedette per coadiutoria alla sede di Cáceres.
Nel 1966 fondò la congregazione delle Figlie di Maria, Madre della Chiesa.
Fu presidente della Conferenza dei vescovi cattolici delle Filippine dal 1970 al 1974.
Per motivi di salute, si dimise da arcivescovo nel 1983. Morì nel 1996.

## Genealogia episcopale e successione apostolica
La genealogia episcopale è:
- Cardinale Scipione Rebiba
- Cardinale Giulio Antonio Santori
- Cardinale Girolamo Bernerio, O.P.
- Arcivescovo Galeazzo Sanvitale
- Cardinale Ludovico Ludovisi
- Cardinale Luigi Caetani
- Cardinale Ulderico Carpegna
- Cardinale Paluzzo Paluzzi Altieri degli Albertoni
- Papa Benedetto XIII
- Papa Benedetto XIV
- Cardinale Enrico Enriquez
- Arcivescovo Manuel Quintano Bonifaz
- Cardinale Buenaventura Córdoba Espinosa de la Cerda
- Cardinale Giuseppe Maria Doria Pamphilj
- Papa Pio VIII
- Papa Pio IX
- Cardinale Alessandro Franchi
- Cardinale Giovanni Simeoni
- Cardinale Antonio Agliardi
- Cardinale Basilio Pompilj
- Cardinale Adeodato Piazza, O.C.D.
- Cardinale Egidio Vagnozzi
- Arcivescovo Teopisto Valderrama Alberto

La successione apostolica è:
- Vescovo Jesus Yu Varela (1967)
- Arcivescovo Carmelo Dominador Flores Morelos (1967)
- Vescovo Celestino Rojo Enverga (1974)